# 马尼 (梅斯)
马尼（法語：Magny，法語發音：[maɲi]；洛林语：Maigni）是法国摩泽尔省的一个旧市镇。1961年，马尼与邻近的2个市镇并入梅斯，成为了梅斯的街区。

## 地理
马尼（49°4'36.1"N, 6°11'16.7"E）位于法国大東部大區摩泽尔省，该省份为法国东北部内陆省份，是洛林的一部分，西南接默尔特-摩泽尔省，东临下莱茵省，北与卢森堡和德国接壤。
马尼的时区为UTC+01:00、UTC+02:00（夏令时）。

## 行政
马尼的邮政编码为57000，INSEE市镇编码为57429。

## 人口
马尼于1954年时的人口数量为1035人。